# Yamaha YM2413

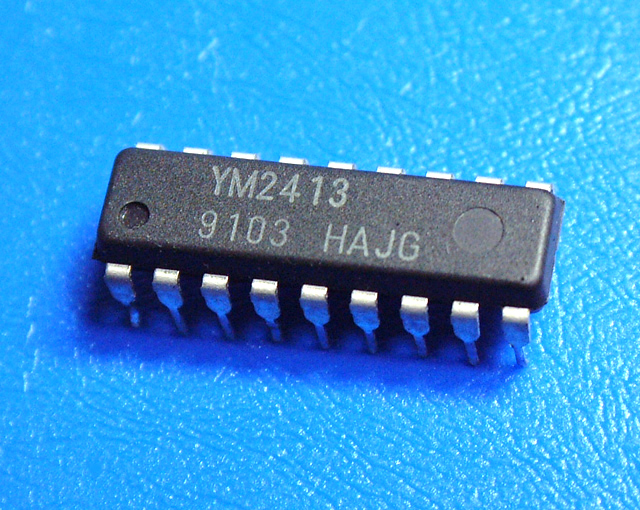
Yamaha YM2413

L'YM2413, noto anche come OPLL, è un chip sonoro di sintesi FM prodotto da Yamaha Corporation come versione a basso prezzo dell'YM3812 (OPL2), da cui differisce principalmente per l'assenza di molti dei registri interni. A causa di ciò l'YM2413 può riprodurre solo uno strumento alla volta definito dall'utente: le impostazioni degli altri 15 strumenti sono predefiniti nell'hardware e non possono essere modificati dall'utente.
Altre modifiche riguardano la riduzione a 2 delle forme d'onda generabili e l'eliminazione del sommatore usato per mescolare i canali: nell'YM2413, invece, il DAC riproduce ogni canale uno dopo l'altro e l'output passa attraverso un filtro analogico.

## Impieghi dell'YM2413
- L'YM2413 era il chip sonoro dell'MSX-Music, l'espansione audio sviluppata per gli home computer MSX
- L'YM2413 era il chip sonoro della console Sega Master System
- Il chip fu usato nella tastiera Yamaha PSR-6 keyboard (1989)
- Il VRC7 era un chip multifunzione sviluppato da Konami per il gioco Lagrange Point disponibile sulla console Nintendo Entertainment System, che integrava una versione modificata dell'YM2413 con 6 canali audio.